# Венгель, Роксана
Рокса́на Эми́лия Ве́нгель (пол. Roksana Emilia Węgiel; род. 11 января 2005, Ясло, Подкарпатское воеводство, Польша) — польская певица и телеведущая, победительница конкурса песни «Детское Евровидение — 2018».
В 2018 году одержала победу в первом сезоне польской версии «Голоса. Дети», а осенью представила Польшу в Минске на «Детском Евровидении», где также заняла первое место. В 2021 году стала победительницей третьего сезона танцевального проекта «Dance Dance Dance». Лучшая польская исполнительница по версии MTV (2019).

## Биография

### Ранние годы и образование
Родилась 11 января 2005 года в городе Ясло, Подкарпатское воеводство, Польша, в семье Эдиты и Рафала Венгелей. Её отец — торговый представитель, а мать — косметолог, однако мать оставила работу, когда дочь начала гастролировать. У неё есть два младших брата: Максимилиан (2011 г.р.) и Тимотеуш (2020 г.р.).
Окончила начальную школу № 4 в Ясло, затем поступила в музыкальную школу первой степени, где занималась по классу фортепиано. В восемь лет начала посещать уроки вокала, вскоре после этого присоединилась к детскому приходскому хору. В 2013 году Роксана начала сотрудничать с местным Домом культуры. Была членом танцевальной хип-хоп группы «R-Revolution». Окончила среднюю школу № 4 в Ясло, аттестат зрелости получила в 2023 году. В июле того же года, после объявления результатов экзамена, она сообщила, что не планирует продолжать обучение.

### Профессиональная карьера
В 2015 году снялась в клипе на песню группы Rompey «Я одержим» (пол. Mam obsesję). В 2016 году приняла участие в музыкальном шоу, посвящённом Ежи Петерсбурскому. Осенью 2017 года она приняла участие в первом сезоне польской версии телеконкурса «Голос. Дети». Во время так называемых «слепых прослушиваний» она спела песню Бейонсе «Halo» и прошла в следующий этап, присоединившись к команде Эдиты Гурняк. В финале 24 февраля 2018 года исполнила песню «Живи» (пол. Żyj), а также каверы на «То не я» (пол. To nie ja) Эдиты Гурняк и «Purple Rain» Принса. За победу получила 40 тысяч злотых и контракт с «Universal Music Polska». 6 апреля 2018 года на YouTube был представлен видеоклип на песню «Живи» (пол. Żyj). 22 июля она выступила в концерте «Лето, музыка, веселье». 17 августа она выпустила сингл «Обещаю» (пол. Obiecuję).
21 сентября 2018 года была выбрана в качестве представителя Польши на «Детском Евровидении» в Минске с песней «Anyone I Want to Be». В октябре она представила коллекцию одежды «Roxie», которую она создала совместно с брендом одежды «Reporter Young», кроме того, тогда же состоялась премьера сингла «Остановись на мгновение» (пол. Zatrzymać chwilę), который она записала дуэтом с Эдитой Горняк для продвижения анимационного фильма «Монстры на каникулах 3: Море зовёт». Также в этом фильме она озвучила персонажа Люси. 25 ноября одержала победу на «Детском Евровидении», набрав в общей сложности 215 очков, обойдя на 12 очков занявшую второе место Анжелину из Франции. 1 декабря она выпустила сингл «Рождество — время сюрпризов» (пол. Święta to czas niespodzianek), который она записала с Сюзанной Яблонской и 4Dreamers. 5 декабря состоялась премьера акустической версии «Anyone I Want to Be» во время «Wielkiego Testu o Europie» — шоу, которое транслировалось в прямом эфире TVP1. 31 декабря она выступила во время новогоднего концерта «Новогодняя мечта с TVP2» (пол. Sylwester Marzeń z Dwójką) в Закопане.

## Дискография

### Альбомы
| Год  | Название                                                     | Позиция | Сертификаты и продажи |
| Год  | Название                                                     | PL      | Сертификаты и продажи |
| ---- | ------------------------------------------------------------ | ------- | --------------------- |
| 2019 | Roksana Węgiel - Выпущен: 7 июня 2019 - Формат: CD, цифровой | 3       | - PL: Золотой         |
| 2023 | 13+5                                                         |         |                       |

### Синглы
| Год  | Название                                                                | Чарты | Альбом                                |
| Год  | Название                                                                | POL   | Альбом                                |
| ---- | ----------------------------------------------------------------------- | ----- | ------------------------------------- |
| 2018 | «Żyj»                                                                   | —     | Roksana Węgiel                        |
| 2018 | «Obiecuję»                                                              | —     | Roksana Węgiel                        |
| 2018 | «Zatrzymać chwilę» (с Эдитой Гурняк)                                    | —     | Hotel Transylvania 3: Summer Vacation |
| 2018 | «Anyone I Want to Be»                                                   | 4     | Roksana Węgiel                        |
| 2018 | «Święta to czas niespodzianek» (с Зузой Яблоньской и группой 4Dreamers) | —     |                                       |
| 2019 | «Lay Low»                                                               | —     | Roksana Węgiel                        |
| 2019 | «Bunt»                                                                  | —     | Roksana Węgiel                        |
| 2019 | «Dobrze jest, jak jest»                                                 | 14    | Roksana Węgiel                        |
| 2019 | «Potrafisz»                                                             | —     | Roksana Węgiel                        |
| 2019 | «Half of My Heart»                                                      | —     | Roksana Węgiel                        |
| 2019 | «MVP»                                                                   | —     | Roksana Węgiel                        |

## Награды и номинации
| Год  | Премия                          | Категория                   | Результат | Ист.   |
| ---- | ------------------------------- | --------------------------- | --------- | ------ |
| 2019 | Фредерик                        | Дебют года в звукозаписи    | Номинация | [ 18 ] |
| 2019 | Nickelodeon Kids’ Choice Awards | Любимая польская звезда     | Победа    | [ 19 ] |
| 2019 | MTV Europe Music Awards         | Лучший польский исполнитель | Победа    | [ 20 ] |